# Birinci Lig
„KTFF Süper Lig” (în romană: FTFC Super League) (greacă Πρωτάθλημα Marfin Laiki), oficial „Aksa Power Generation|AKSA]] Süper Lig” din motive de sponsorizare, anterior cunoscută sub numele de Birinci Lig (literal Prima Ligă) este cea mai importantă competiție fotbalistică din Ciprul de Nord. Liga a fost fondată în 1955 și este disputată în prezent de 16 echipe.
La sfârșitul sezonului, ultimele două cluburi sunt retrogradate în KTFF 1. Lig, iar următoarele patru din ultimele meciuri joacă play-out pentru a determina a treia echipă care urmează să fie retrogradată. 

## Istorie
Birinci Lig a fost fondată de șase cluburi în 1955. Membrii fondatori au fost:
- Baf Ülkü Yurdu
- Çetinkaya
- Doğan Türk Birliği
- Gençler Birliği
- Gençlik Gücü
- Mağusa Türk Gücü

Çetinkaya este cea mai de succes echipă cu 14 titluri de campionat.

## Echipele sezonului 2009–10
- Bostancı Bağcıl
- Cihangir
- Çetinkaya Türk
- Doğan Türk Birliği
- Gönyeli
- Esentepe
- Genclik Gücü
- Küçük Kaymaklı Türk
- Lapta
- Mağusa Türk Gücü
- Ozanköy
- Tatlısu Halk Ocağı
- Türk Ocağı Limasol
- Türkmenköy

## Echipe campioane
| - 1955-56 - Doğan Türk Birliği - 1956-57 - Doğan Türk Birliği - 1957-58 - Çetinkaya Türk - 1958-59 - Doğan Türk Birliği - 1959-60 - Çetinkaya Türk - 1960-61 - Çetinkaya Türk - 1961-62 - Çetinkaya Türk - 1962-63 - Küçük Kaymaklı Türk - 1963-64 - A fost abandonat după 5 etape - 1964-65 - Nu s-a disputat - 1965-66 - Nu s-a disputat - 1966-67 - Nu s-a disputat - 1967-68 - Nu s-a disputat - 1968-69 - Mağusa Türk Gücü - 1969-70 - Çetinkaya Türk - 1970-71 - Yenicami Ağdelen - 1971-72 - Gönyeli - 1972-73 - Yenicami Ağdelen - 1973-74 - Yenicami Ağdelen - 1974-75 - Nu s-a disputat - 1975-76 - Yenicami Ağdelen - 1976-77 - Mağusa Türk Gücü - 1977-78 - Gönyeli | - 1978-79 - Mağusa Türk Gücü - 1979-80 - Mağusa Türk Gücü - 1980-81 - Gönyeli - 1981-82 - Mağusa Türk Gücü - 1982-83 - Mağusa Türk Gücü - 1983-84 - Yenicami Ağdelen - 1984-85 - Küçük Kaymaklı Türk - 1985-86 - Küçük Kaymaklı Türk - 1986-87 - Baf Ülkü Yurdu - 1987-88 - Baf Ülkü Yurdu - 1988-89 - Baf Ülkü Yurdu - 1989-90 - Baf Ülkü Yurdu - 1990-91 - Doğan Türk Birliği - 1991-92 - Doğan Türk Birliği - 1992-93 - Gönyeli - 1993-94 - Doğan Türk Birliği - 1994-95 - Gönyeli - 1995-96 - Akıncılar - 1996-97 - Çetinkaya Türk - 1997-98 - Çetinkaya Türk - 1998-99 - Gönyeli - 1999-00 - Çetinkaya Türk - 2000-01 - Gönyeli | - 2001-02 - Çetinkaya Türk - 2002-03 - Binatlı Yılmaz - 2003-04 - Çetinkaya Türk - 2004-05 - Çetinkaya Türk - 2005-06 - Mağusa Türk Gücü - 2006-07 - Çetinkaya Türk - 2007-08 - Gönyeli - 2008-09 - Gönyeli - 2009–10 – Doğan Türk Birliği - 2010–11 – Küçük Kaymaklı - 2011–12 – Çetinkaya Türk - 2012–13 – Çetinkaya Türk - 2013–14 – Yenicami Ağdelen - 2014–15 – Yenicami Ağdelen - 2015–16 – Mağusa Türk Gücü - 2016–17 – Yenicami Ağdelen - 2017–18 – Yenicami Ağdelen - 2018–19 – Mağusa Türk Gücü - 2019–20 – Mağusa Türk Gücü - 2020–21 – Not played due to COVID-19 - 2021–22 – Mağusa Türk Gücü - 2022–23 – Mağusa Türk Gücü - 2023–24 – Mağusa Türk Gücü |

## Performanță pe cluburi
De la înființarea Ligii I (Birinci Lig) în 1955, nouă cluburi diferite au câștigat campionatul. Çetinkaya are cele mai multe titluri de campionat, 14. Mağusa Türk Gücü nu este departe cu cele 12 titluri.
| Club               | Titluri | Ani câștigați |
| ------------------ | ------- | --- |
| Çetinkaya Türk     | 14      | 1957–58, 1959–60, 1960–61, 1961–62, 1969–70, 1996–97, 1997–98, 1999–2000, 2001–02, 2003–04, 2004–05, 2006–07, 2011–12, 2012–13 |
| Mağusa Gücü        | 12      | 1968–69, 1976–77, 1978–79, 1979–80, 1981–82, 1982–83, 2005–06, 2015–16, 2018–19, 2019–20, 2021–22, 2022–23, 2023-24            |
| Gönyeli            | 9       | 1971–72, 1977–78, 1980–81, 1992–93, 1994–95, 1998–99, 2000–01, 2007–08, 2008–09                                                |
| Yenicami Ağdelen   | 9       | 1970–71, 1972–73, 1973–74, 1975–76, 1983–84, 2013–14, 2014–15, 2016–17, 2017–18                                                |
| Doğan Türk Birliği | 7       | 1955–56, 1956–57, 1958–59, 1990–91, 1991–92, 1993–94, 2009–10                                                                  |
| Baf Ülkü Yurdu     | 4       | 1986–87, 1987–88, 1988–89, 1989–90                                                                                             |
| Küçük Kaymaklı     | 4       | 1962–63, 1984–85, 1985–86, 2010–11                                                                                             |
| Akıncılar          | 1       | 1995–96 |
| Binatlı Yılmaz     | 1       | 2002–03 |

Source: